# Municipio de Lilley
El municipio de Lilley (en inglés: Lilley Township) es un municipio ubicado en el condado de Newaygo en el estado estadounidense de Míchigan. En el año 2010 tenía una población de 797 habitantes y una densidad poblacional de 8,64 personas por km².

## Geografía
El municipio de Lilley se encuentra ubicado en las coordenadas 43°46′14″N 85°51′36″O / 43.77056, -85.86000. Según la Oficina del Censo de los Estados Unidos, el municipio tiene una superficie total de 92.28 km², de la cual 78,77 km² corresponden a tierra firme y (14,64 %) 13,51 km² es agua.

## Demografía
Según el censo de 2010, había 797 personas residiendo en el municipio de Lilley. La densidad de población era de 8,64 hab./km². De los 797 habitantes, el municipio de Lilley estaba compuesto por el 91,34 % blancos, el 4,02 % eran afroamericanos, el 1,51 % eran amerindios, el 0,13 % eran asiáticos, el 0,5 % eran de otras razas y el 2,51 % eran de una mezcla de razas. Del total de la población el 2,89 % eran hispanos o latinos de cualquier raza.